# Santiago De Wit Guzmán
Santiago de Wit Guzmán (Valencia, 5 september 1964) is een Spaans priester van de Rooms-Katholieke Kerk en diplomaat van de Heilige Stoel. Hij is sinds 2022 apostolisch nuntius voor onder meer het Suriname.

## Biografie
Na zijn priesterwijding op 27 mei 1989 behaalde hij een bachelorgraad in de theologie aan de theologische faculteit San Vicente Ferrer van het aartsbisdom Valencia. Hij promoveerde in het canoniek recht aan de Pauselijke Universiteit Sint Thomas van Aquino. Van 1994 tot 1998 studeerde hij ook aan de Pauselijke Ecclesiastische Academie.
Op 13 juni 1998 trad hij in diplomatieke dienst van de Heilige Stoel. Hij werkte tot 2001 in de Centraal-Afrikaanse Republiek en Tsjaad, vervolgens tot 2004 in Nederland en tot 2007 in Paraguay. Van 2007 tot 2010 was hij raadsman op de Apostolische nuntiatuur in Egypte, daarna tot 2012 in de Democratische Republiek Congo en vervolgens in zijn geboorteland Spanje.
Op 21 maart 2017 werd hij door Paus Franciscus benoemd tot titulair aartsbisschop van Gabala in Syrië en apostolisch nuntius voor de Centraal-Afrikaanse Republiek. Op 25 maart werd hij tevens benoemd tot nuntius voor Tsjaad.
Op 10 juni 2017 werd hij door Paul Gallagher gewijd tot aartsbisschop.
Op 30 juli 2022 benoemde paus Franciscus hem tot apostolisch nuntius voor Trinidad en Tobago, Antigua en Barbuda, Belize, Grenada, Guyana, Saint Kitts en Nevis, Saint Vincent en de Grenadines en Suriname, alsook tot apostolisch gedelegeerde voor de Antillen. Op 12 november 2022 volgde zijn benoeming tot nuntius voor Bahama's, Barbados, Dominica, Jamaica en Saint Lucia.